# Tito Flávio Postúmio Ticiano
Tito Flávio Postúmio Ticiano (em latim: Titus Flavius Postumius Titianus) foi um oficial romano do século III, ativo no reinado dos imperadores Diocleciano (r. 284–305), Maximiano, Galério (r. 293–311) e Constâncio Cloro (r. 293–305) e Constantino (r. 306–337).

## Vida

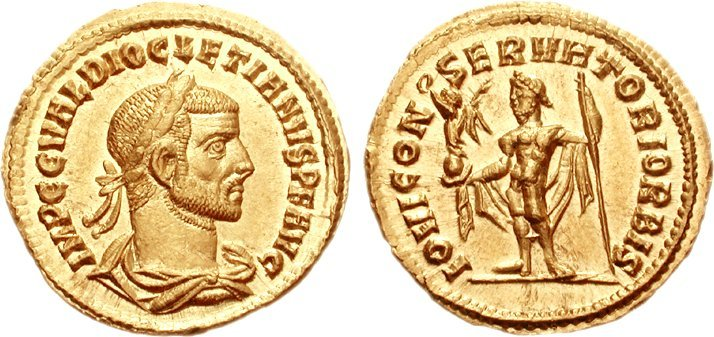
Áureo de Diocleciano r.

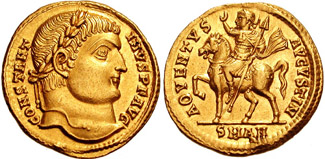
Soldo de Constantino r.

Ele era bisneto de Marco Postúmio Festo, neto de Tito Flávio Ticiano e Postúmia Festa e irmão ou primo de Tito Flávio Postúmio Varo. Pode ter sido filho de Postúmio Ânio Ticiano e talvez era descendente ou parente de Flávio Ticiano, curador de Clúsio, Flávio Ticiano, procurador da Gália Lugdunense e Aquitânia e Flávio Ticiano de Cirta. É incerto se esse Ticiano ou um parente homônimo é a pessoa citado numa inscrição de Hipepa, na Lídia. Ticiano foi descrito como orador. Sua carreira foi preservada em algumas inscrições. No início de sua carreira, foi um candidato imperial para os ofícios de questor e pretor e antes de 291, foi cônsul sufecto ou adlecto entre consulados.
Cerca de 291/292, foi nomeado corretor da Transpadana em vez de sua santidade (corrector Transpadanae cognoscens vice sacra) e electus ad iudicandas sacras appellationes, ou seja, o corretor da Gália Cisalpina e o oficial responsável por realizar deveres judiciais do imperador e executar seu desejo). Durante esse tempo ele construiu e dedicou um templo para Sol Invicto em Como. Em 292/293, foi corretor da Campânia, o primeiro que serviu nessa capacidade. Em 293/294 ou 294/295, torna-se consular de aquedutos e minícias (importação de cereais para Roma).
De julho de 295 a julho de 296, foi procônsul da África, substituindo Dião Cássio. Então em 301, foi nomeado cônsul anterior com Vírio Nepociano; foi o último a estilizar-se em inscrição Cos. II por alcançar o consular ordinário com base num consulado sufecto anterior. Finalmente, foi nomeado prefeito urbano de Roma, posição que reteve de 12 de fevereiro de 305 a 19 de março de 306. Antes de 295, foi nomeado para duas posições sacerdotais, as de áugure e pontífice de Sol Invicto. Depois, recebeu outra função religiosa, a de duodecênviro de Roma (um colégio criado em conexão com o Templo de Vênus e Roma dedicado por Adriano em 135), e continuou a servir suas funções sacerdotais no reinado de Constantino. Em algum ponto incerto, foi também curador de Lugduno, Cales e outra cidade inespecífica.